# Ратанаруанг, Пен-Ек
Пен-Ек Ратанарыанг (тайск. เป็นเอก รัตนเรือง; 8 марта 1962, Бангкок, Таиланд) — таиландский кинорежиссёр и сценарист. Представитель новой волны таиландского кинематографа.

## Биография
С 1977 по 1985 годы Пен-Ек учился в Нью-Йорке, в Институте Пратта, работал внештатным иллюстратором и дизайнеров в Designframe Incorporate. В Нью-Йорке он увлёкся кинематографом, познакомился с творчеством Федерико Феллини, Ингмара Бергмана, Вуди Аллена, Джима Джармуша. В 1993 году Ратанаруанг устроился работать на киностудию в Бангкоке, снимал рекламные ролики.
В 1997 году на Берлинском кинофестивале состоялась премьера его первого фильма, «Фан бар караоке». Фильм был снят в жанре криминальной чёрной комедии. После его следующего фильма, «69» (1999), кинокритики стали сравнивать Ратанаруанга с Квентином Тарантино. За сценарий фильма «69» Ратанаруанг удостоился приза таиландской киноакадемии, картина выдвигалась от Таиланда на «Оскар» в номинации «лучший фильм на иностранном языке», получила приз «Особое упоминание» на Берлинском кинофестивале.
В 2002 году на Каннском кинофестивале Ратанаруанг представил свой третий фильм, «Любовь а-ля транзистор», романтическую историю о молодом человеке по имени Пан, который дезертирует из армии, чтобы воплотить в жизнь свою мечту — стать популярным исполнителем музыки в стиле лук тхунг. За сценарий фильма Пен-Ек вновь получил приз таиландской киноакадемии, а сама картину была признана лучшим фильмом 2002 года в Таиланде.
Для своего следующего фильма, «Последняя жизнь во Вселенной», Ратанаруанг объединил усилия со сценаристом Прабдой Юном и оператором Кристофером Дойлом, на главную роль библиотекаря Кенджи, скрывающегося в Бангкоке от якудзы, был приглашён японский актёр Таданобу Асано. Небольшую роль в фильме сыграл известный японский кинорежиссёр Такаси Миикэ. Фильм участвовал в конкурсном показе на кинофестивале в Роттердаме, на Венецианском кинофестивале Асано получил приз лучшему актёру, фильм выл выдвинут от Таиланда на «Оскар» в номинации лучший фильм на иностранном языке.
В 2006 году вышел пятый полнометражный фильм режиссёра, «Невидимые волны», в котором вновь собрался творческий коллектив из Прабды, Дойла и Асано, а также снялись гонконгский актёр Эрик Цан и корейская актриса Кан Хё Чжон. Фильм рассказывает историю японского повара, совершившего убийство в Макао и сбежавшего в Таиланд. Премьерный показ фильма состоялся на Берлинском кинофестивале, где он участвовал в конкурсной программе, также он открывал конкурсный показ фильмов на кинофестивале в Бангкоке.
В 2007 году вышел фильм «Уловка», сценарий для которого Ратанаруанг написал сам. Последний на данный момент фильм режиссёра, «Нимфа», участвовал в конкурсной программе «Особый взгляд» Каннского кинофестиваля 2009 года.

## Избранная фильмография
| Год  | Фильм                        | Оригинальное название     | Участие                            |
| ---- | ---------------------------- | ------------------------- | ---------------------------------- |
| 1997 | Фан бар караоке              | Fun Bar Karaoke           | Режиссёр, автор сценария           |
| 1999 | 69                           | 69                        | Режиссёр, автор сценария, продюсер |
| 2001 | Любовь а-ля транзистор       | Monrak Transistor         | Режиссёр, автор сценария           |
| 2003 | Последняя жизнь во Вселенной | Ruang Rak Noi Nid Mahasan | Режиссёр, соавтор сценария         |
| 2006 | Невидимые волны              | Invisible Waves           | Режиссёр                           |
| 2007 | Уловка                       | PLOY                      | Режиссёр, автор сценария           |
| 2009 | Нимфа                        | Nang mai                  | Режиссёр                           |
| 2011 | Выстрел в голову             | Headshot                  | Режиссёр                           |